# Halogenki
Halogenki – związki chemiczne pierwiastków 17 grupy układu okresowego (dawniej grupy VIIA).
W chemii nieorganicznej jest to ogólne określenie soli kwasów halogenowodorowych: fluorków, chlorków, bromków i jodków. W fotografii światłoczułe kryształki halogenków tworzą skład większości emulsji fotograficznych.
Określenie halogenki stosuje się również dla związków organicznych. Wśród nich największe znaczenie mają:
- halogenki kwasowe o ogólnym wzorze R−(CO)X (gdzie R to reszta alkilowa, a X to atom fluorowca)
- halogenki alkilów o ogólnym wzorze R−X
- czwartorzędowe halogenki amoniowe o ogólnym wzorze NR+
4X−
- halogenowodorki amin o ogólnym wzorze NR
3H+
X−

## Halogenki w mineralogii
W mineralogii gromadę halogenków tworzą minerały, które z chemicznego punktu widzenia są solami HF, HCl, HBr i HI, a więc fluorki, chlorki, bromki i jodki. Zalicza się tu również bardziej złożone związki uwodnione i zawierające aniony [OH]−
 i O2−
 oraz fluoroborany, fluorokrzemiany, fluorogliniany i pokrewne. Minerały tlenohaloidowe stanowią przejście od halogenków do typowych połączeń tlenowych, a zwłaszcza soli kwasów tlenowych.
Halogenki metali lekkich okazują przeważający jonowy charakter wiązań, a metali ciężkich, których jony obdarzone są silną zdolnością polaryzacyjną, mają mieszany charakter jonowo-atomowy. Halogenki metali lekkich są przezroczyste i na ogół bezbarwne lub allochromatycznie zabarwione. Odznaczają się niewielką gęstością, niskimi współczynnikami załamania światła, słabym połyskiem i rozpuszczalnością w wodzie. Odmienne własności mają halogenki metali ciężkich, wyróżniające się znacznie większą gęstością, zabarwieniem idiochromatycznym, wyższymi współczynnikami załamania światła, silniejszym połyskiem i mniejszą rozpuszczalnością w wodzie. Przy ich rozpoznawaniu pomocne są metody rentgenostrukturalne i termiczne oraz spektroskopia w podczerwieni.

### Klasyfikacja
Uwzględniając cechy chemiczne halogenki dzieli się na cztery klasy:
- Klasa 1. Fluorki i pokrewne, np. fluoryt CaF
2, ralstonit Al
2(OH,F)
6·H
2O
- Klasa 2. Chlorki i pokrewne, np. halit NaCl, karnalit KMgCl
3·6H
2O, kalomel rodzimy α-Hg
2Cl
2
- Klasa 3. Bromki, np. bromargyryt AgBr
- Klasa 4. Jodki, np. jodobromit Ag(Cl,Br,I)